# Wereld Art Nouveau Dag
Wereld 'Art Nouveau'-Dag (WAND) is een evenement dat aan de art nouveau is gewijd en jaarlijks gevierd wordt op 10 juni. De eerste Wereld 'Art Nouveau'-Dag werd in 2013 georganiseerd door het Museum voor Toegepaste Kunsten (Boedapest) (IMM) in samenwerking met Szecessziós Magazin (een Hongaars tijdschrift over Art Nouveau). Men koos voor de datum 10 juni omdat het de sterfdag is van twee beroemde art-nouveau-architecten, Antoni Gaudí en Ödön Lechner. De activiteiten die op Wereld Art Nouveau Dag worden georganiseerd hebben als doel meer bekendheid te genereren voor het art-nouveau-erfgoed.
De twee grootste internationale organisaties die activiteiten op het gebied van Wereld Art Nouveau Dag coördineren, zijn de Art Nouveau European Route in Barcelona en het Réseau Art Nouveau Network (RANN) in Brussel. In 2019 werd het evenement ondersteund door European Heritage Alliance.
Elke editie is gewijd aan een speciaal thema:
- 2018: Mijn favoriete art nouveau-architect
- 2019: Trappen
- 2020: Glas-in-lood
- 2021: Dieren
- 2022: Typografie
- 2023: Materialen
- 2024: Licht
- 2025: Kleur